# Coma Ecliptic
Coma Ecliptic è il settimo album in studio del gruppo musicale statunitense Between the Buried and Me, pubblicato il 7 luglio 2015 dalla Metal Blade Records.

## Tracce
1. Node – 3:31
2. The Coma Machine – 7:35
3. Dim Ignition – 2:16
4. Famine Wolf – 6:50
5. King Redeem/Queen Serene – 7:00
6. Turn on the Darkness – 8:26
7. The Ectopic Stroll – 7:02
8. Rapid Calm – 8:00
9. Memory Palace – 9:55
10. Option Oblivion – 4:22
11. Life in Velvet – 3:40

DVD bonus nell'edizione speciale
1. The Making of Coma Ecliptic – 60:43
2. The Coma Machine (Music Video) – 8:53

## Formazione
Gruppo
- Dan Briggs – basso
- Blake Richardson – batteria, percussioni
- Tommy Rogers – voce, tastiera
- Paul Waggoner – chitarra, voce (traccia 6)
- Dustie Waring – chitarra

Altri musicisti
- Emma DunlapGrube – violoncello

Produzione
- Between the Buried and Me – produzione
- Jamie King – produzione, ingegneria del suono, registrazione batteria e pianoforte
- Kevin King – produzione aggiuntiva
- Kris Hilbert – registrazione batteria e pianoforte
- Jens Bogren – missaggio, mastering

## Classifiche
| Classifica (2015) | Posizione massima |
| ----------------- | ----------------- |
| Belgio (Vallonia) | 127               |
| Germania          | 53                |